# Xã Flat Creek, Quận Perkins, South Dakota
Xã Flat Creek (tiếng Anh: Flat Creek Township) là một xã thuộc quận Perkins, tiểu bang Nam Dakota, Hoa Kỳ. Năm 2010, dân số của xã này là 15 người.